# Marcelo Castellano
Marcelo Castellano (Bahía Blanca, 1986) es un futbolista argentino que juega en la posición de mediocampista central en Unión de Tornquist, de la Liga de Coronel Suarez, una liga regional de fútbol de la provincia de Buenos Aires, Argentina.

## Clubes
| Club                           | País      | Año         | PJ | Goles |
| ------------------------------ | --------- | ----------- | -- | ----- |
| Club Atlético Puerto Comercial | Argentina | 2007        |    |       |
| Olimpo de Bahía Blanca         | Argentina | 2008        | 0  | 0     |
| Villa Mitre de Bahía Blanca    | Argentina | 2008 - 2011 | 94 | 3     |
| Rivadavia de Lincoln           | Argentina | 2011 - 2012 | 29 | 6     |
| Juventud Unida                 | Argentina | 2012 - 2014 | 64 | 3     |
| Sarmiento de Junín             | Argentina | 2014 - 2015 | 3  | 0     |
| San Martín de Tucumán          | Argentina | 2015        | 30 | 2     |
| Club Deportivo Juventud Unida  | Argentina | 2016        | 22 | 0     |
| Sporting Punta Alta            | Argentina | 2018 -      | 64 | 9     |

## Palmarés
| Título                             | Club                   | País      | Año           |
| ---------------------------------- | ---------------------- | --------- | ------------- |
| B Nacional                         | Sarmiento de Junín     | Argentina | 2014          |
| Apertura Liga del Sur Bahía Blanca | Sporting de Punta Alta | Argentina | Apertura 2018 |
| Apertura Liga del Sur Bahía Blanca | Sporting de Punta Alta | Argentina | Apertura 2019 |